# أبو مشط
أبو مشط أو بطة ذات العرف (الاسم العلمي: Sarkidiornis  melanotos) (بالإنجليزية: Knobbilled  Duck)‏ هو طائر ينتمي إلى إوزيات (فصيلة: Anatidae).

## معرض صور

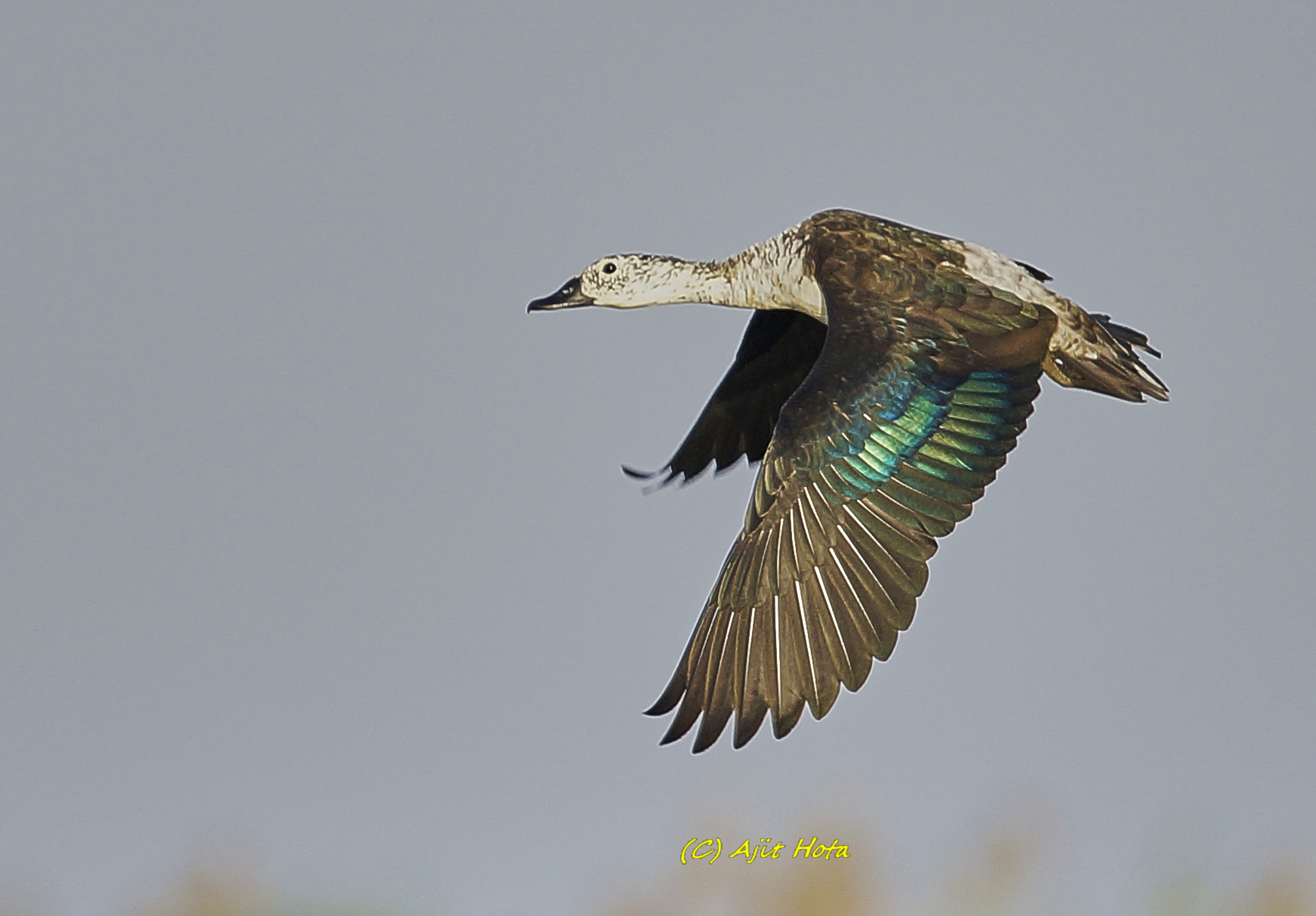
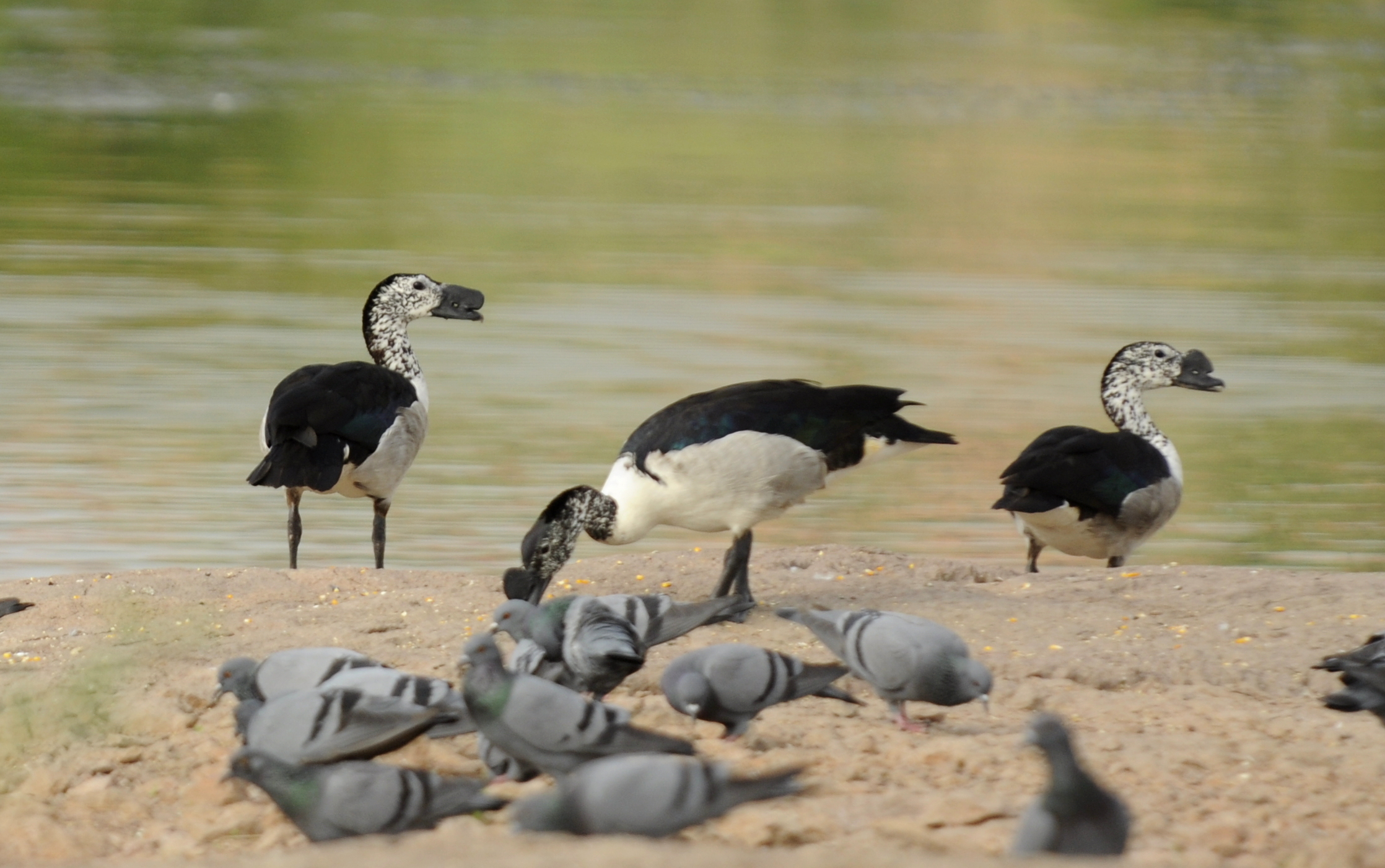
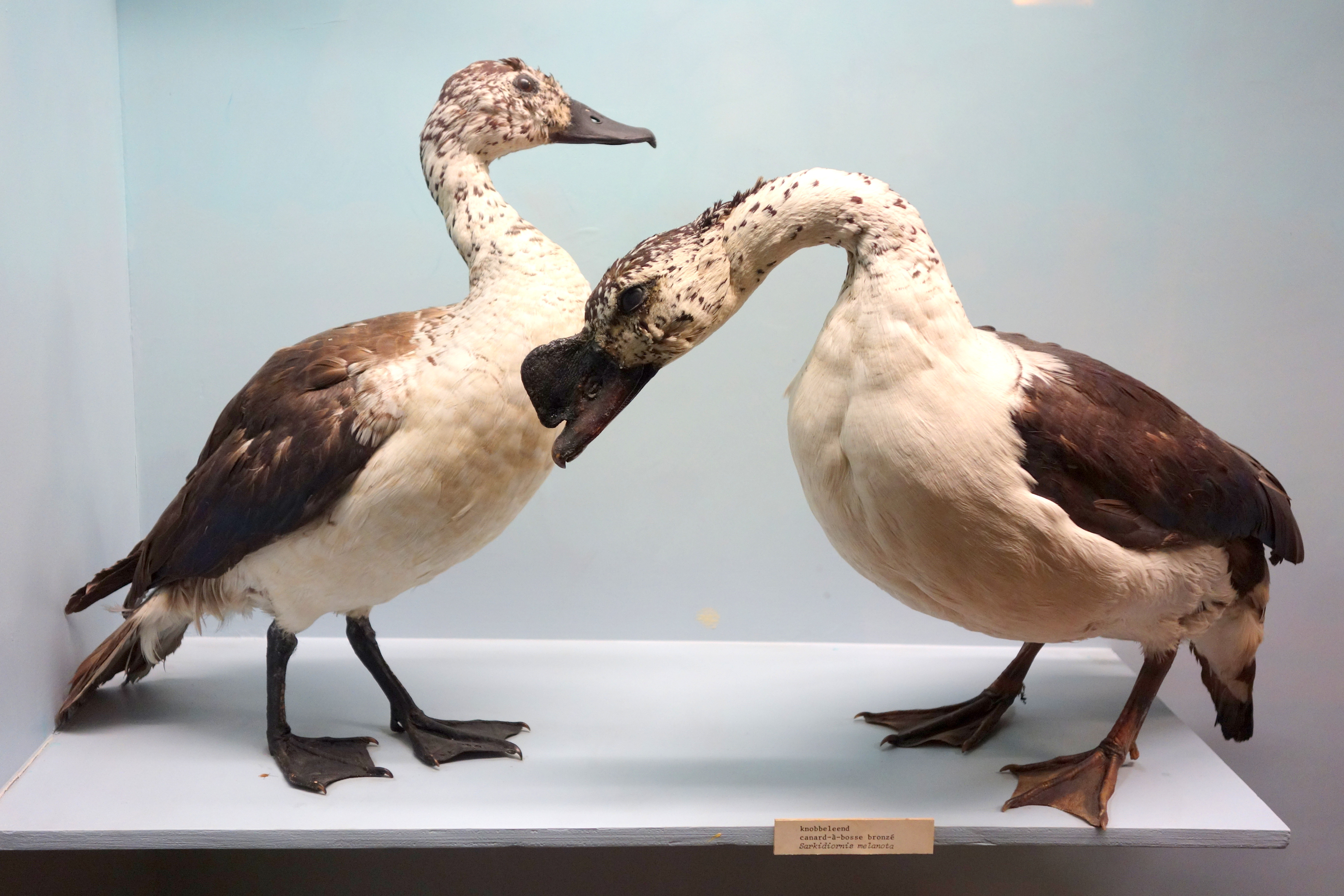
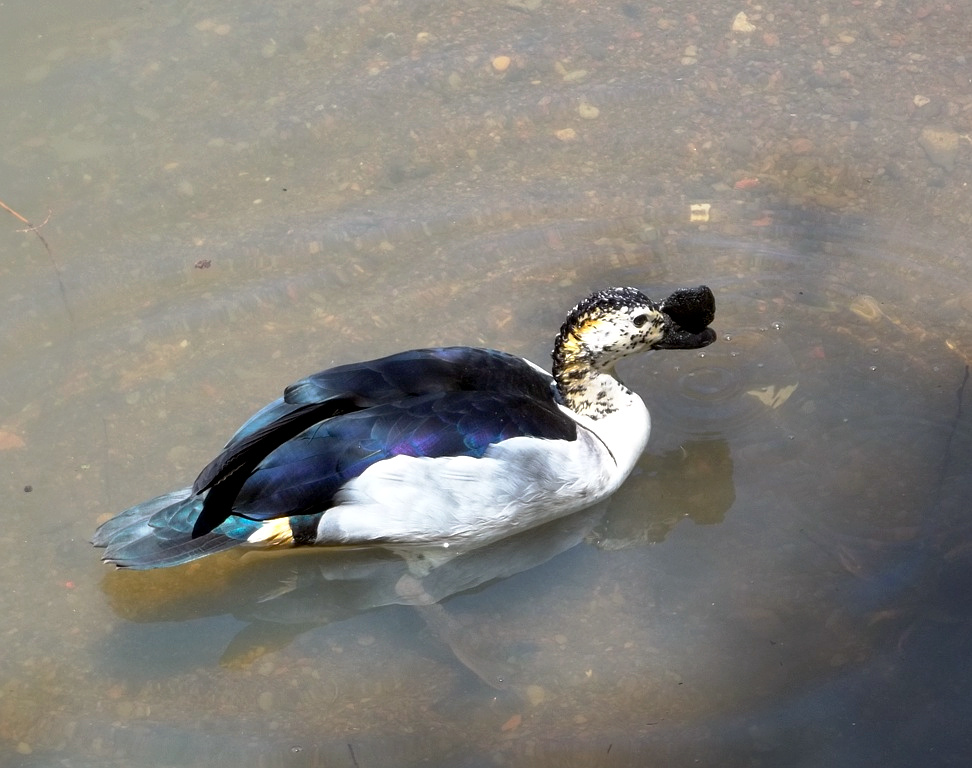
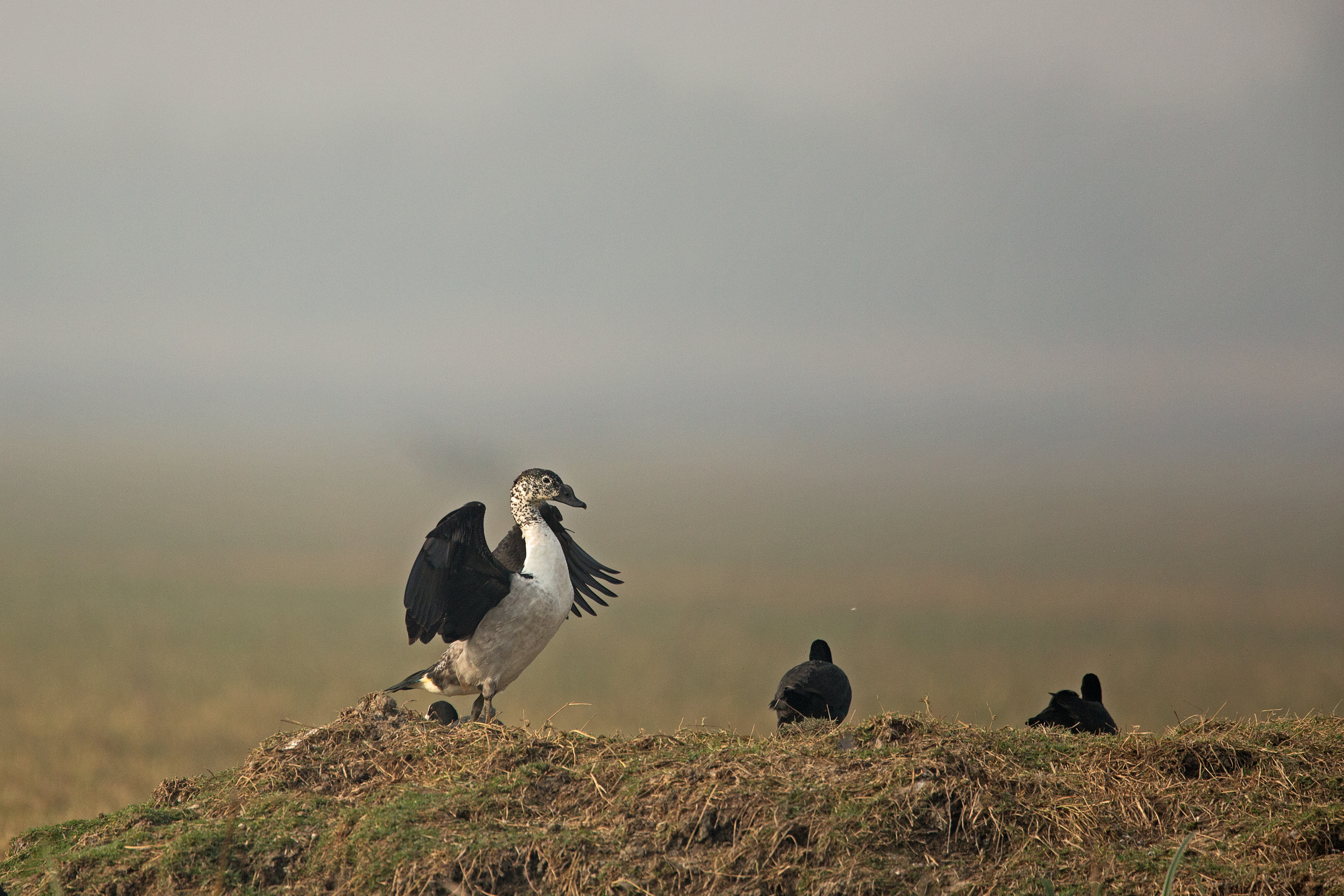
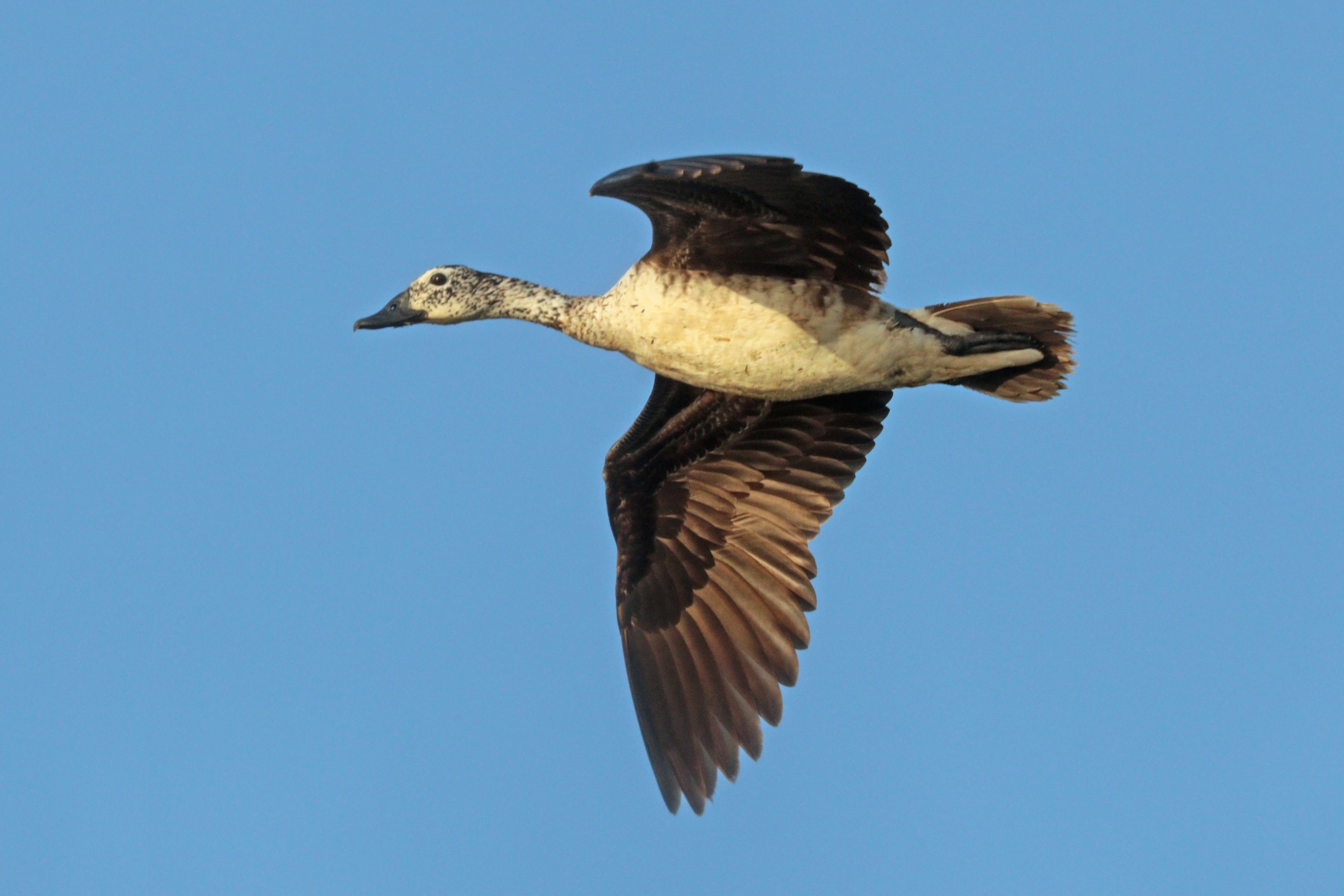